# Mario Mutsch
Mario Mutsch (ur. 3 września 1984 w Sankt Vith) – luksemburski piłkarz pochodzenia belgijskiego występujący na pozycji pomocnika. Zawodnik szwajcarskiego klubu FC Sankt Gallen.

## Kariera klubowa
Mutsch urodził się w Belgii jako syn Belgijki i Luksemburczyka. Seniorską karierę rozpoczynał w 2002 roku w zespole Spa FC. Spędził tam 3 lata, a w 2005 roku przeszedł do Unionu La Calamine. W 2006 roku trafił do rezerw niemieckiej Alemannii Akwizgran występujących w Oberlidze Nordrhein. Grał w nich przez rok.
W 2007 roku Mutsch przeszedł do szwajcarskiego FC Aarau. W Swiss Super League zadebiutował 22 lipca 2007 roku w zremisowanym 1:1 pojedynku z BSC Young Boys. 1 września 2007 roku w zremisowanym 1:1 meczu z FC Zürich strzelił pierwszego gola w Swiss Super League. Przez 2 lata w barwach Aarau rozegrał 56 spotkań i zdobył 3 bramki.
W 2009 roku Mutsch podpisał kontrakt z francuskim FC Metz z Ligue 2. Pierwszy mecz w tych rozgrywkach zaliczył 7 sierpnia 2009 roku przeciwko Vannes OC (0:3).

## Kariera reprezentacyjna
W reprezentacji Luksemburga Mutsch zadebiutował 8 października 2005 roku w przegranym 1:5 meczu eliminacji Mistrzostw Świata 2006 z Rosją. 19 listopada 2008 roku w zremisowanym 1:1 towarzyskim spotkaniu z Belgią strzelił pierwszego gola w drużynie narodowej.